# Københavns Amtskreds
Københavns Amtskreds var 1920-2006 en amtskreds omfattende Københavns Amt. Kredsen blev nedlagt i forbindelse med Strukturreformen i 2007. Det meste af området ligger nu i Københavns Omegns Storkreds. Dog er Amagerkredsen blevet overført til Københavns Storkreds, mens tre tidligere kommuner mod nord er overført til Nordsjællands Storkreds. 
Amtskredsen var inddelt i følgende opstillingskredse, med deres bestanddelskommuner i parentes:
- Gentoftekredsen (bestående af den del af Gentofte Kommune, der ligger vest for en linje fra kommunegrænsen gennem Lyngbyvej, Bernstorffsvej, Femvejen og Vilvordevej og derfra mod nordvest ad Klampenborgvej til kommunegrænsen)
- Lyngbykredsen (bestående af Lyngby-Taarbæk og Søllerød Kommuner)
- Ballerupkredsen (bestående af Ballerup, Ledøje-Smørum, og Værløse Kommuner)
- Glostrupkredsen (bestående af Albertslund, Glostrup, Høje-Taastrup, Ishøj, og Vallensbæk Kommuner)
- Hellerupkredsen (bestående af den del af Gentofte Kommune, der ligger øst for en linje fra kommunegrænsen gennem Lyngbyvej, Bernstorffsvej, Femvejen og Vilvordevej og herfra mod nordvest ad Klampenborgvej til kommunegrænsen)
- Gladsaxekredsen (bestående af Gladsaxe Kommune)
- Hvidovrekredsen (bestående af Brøndby og Hvidovre Kommuner)
- Amagerkredsen (bestående af Dragør og Tårnby Kommuner)
- Rødovrekredsen (bestående af Herlev og Rødovre Kommuner)

## Valgresultater 1971-2005

### Folketingsvalget 2005
Ved folketingsvalget i 2005 var der 444.739 stemmeberettigede i Københavns Amtskreds. Kredsen fik tildelt 20 mandater, heraf 6 tillægsmandater. Valgdeltagelsen var 85,81%
| Parti                   | Stemmer | Pct. | +/-  | Mandater | +/- | Valgte |
| ----------------------- | ------- | ---- | ---- | -------- | --- | --- |
| Socialdemokratiet       | 96.266  | 25,4 | -3,6 | 5        | -   | Mogens Lykketoft (K) Mette Frederiksen (K) Karen Hækkerup (K) Morten Bødskov (K) Per Kaalund (T)                  |
| Venstre                 | 92.794  | 24,5 | -4,1 | 5        | -   | Anders Fogh Rasmussen (K) Claus Hjort Frederiksen (K) Gitte Lillelund Bech (K) Pia Larsen (K) Marion Pedersen (T) |
| Dansk Folkeparti        | 56.507  | 14,9 | +1,3 | 3        | -   | Pia Kjærsgaard (K) Søren Espersen (K) Mikkel Dencker (T)                                                          |
| Konservative Folkeparti | 50.243  | 13,3 | +3,8 | 3        | +   | Connie Hedegaard (K) Pia Christmas-Møller (K) Charlotte Dyremose (T)                                              |
| Radikale Venstre        | 36.093  | 9,5  | +4,0 | 2        | +   | Morten Helveg Petersen (K) Elisabeth Geday (T)                                                                    |
| Socialistisk Folkeparti | 23.530  | 6,2  | -0,7 | 1        | -   | Holger K. Nielsen (K)                                                                                             |
| Enhedslisten            | 14.055  | 3,7  | +1,0 | 1        | -   | Line Barfod (T)                                                                                                   |
| Centrum-Demokraterne    | 4.595   | 1,2  | -1,2 | 0        | -   | |
| Kristendemokraterne*    | 3.741   | 1,0  | -0,5 | 0        | -   | |
| Minoritetspartiet       | 953     | 0,3  | ny   | 0        | ny  | |
| Udenfor partierne       | 111     | 0,0  | ny   | 0        | ny  | |
| I alt                   | 378.888 |      |      | 20       | +1  | |

* Kristendemokraterne opstillede i 2001 under navnet Kristeligt Folkeparti.

### Folketingsvalget 2001
Ved folketingsvalget i 2001 var der 449.464 stemmeberettigede i Københavns Amtskreds. Kredsen fik tildelt 19 mandater, heraf 5 tillægsmandater. Valgdeltagelsen var 87,97%
| Parti                   | Stemmer | Pct. | +/-  | Mandater | +/- | Valgte                                                                                                 |
| ----------------------- | ------- | ---- | ---- | -------- | --- | --- |
| Socialdemokratiet       | 114.355 | 29,0 | -5,9 | 5        | -2  | Mogens Lykketoft (K) Karen Jespersen (K) Mette Frederiksen (K) Per Kaalund (K) Morten Bødskov (K)      |
| Venstre                 | 112.790 | 28,6 | +9,1 | 5        | +2  | Anders Fogh Rasmussen (K) Tove Fergo (K) Gitte Lillelund Bech (K) Pia Larsen (K) Flemming Oppfeldt (T) |
| Dansk Folkeparti        | 53.557  | 13,6 | +3,9 | 3        | +1  | Pia Kjærsgaard (K) Mikkel Dencker (K) Aase D. Madsen (T)                                               |
| Konservative Folkeparti | 37.630  | 9,5  | -1,9 | 2        | -   | Pia Christmas-Møller (K) Charlotte Dyremose (T)                                                        |
| Socialistisk Folkeparti | 27.327  | 6,9  | -1,6 | 1        | -   | Holger K. Nielsen (K)                                                                                  |
| Radikale Venstre        | 21.720  | 5,5  | +1,6 | 1        | -   | Morten Helveg Petersen (K)                                                                             |
| Enhedslisten            | 10.586  | 2,7  | -0,4 | 1        | -   | Søren Søndergaard (T)                                                                                  |
| Centrum-Demokraterne    | 9.520   | 2,4  | -3,5 | 0        | -1  | |
| Kristeligt Folkeparti   | 5.975   | 1,5  | +0,1 | 1        | -   | Bodil Kornbek (T)                                                                                      |
| Fremskridtspartiet      | 1.143   | 0,3  | -0,9 | 0        | -1  | |
| I alt                   | 394.603 |      |      | 19       | -1  | |

### Folketingsvalget 1998
Ved folketingsvalget i 1998 var der 449.823 stemmeberettigede i Københavns Amtskreds. Kredsen fik tildelt 20 mandater, heraf 6 tillægsmandater. Valgdeltagelsen var 87,40%
| Parti                   | Stemmer | Pct. | +/-  | Mandater | +/- | Valgte |
| ----------------------- | ------- | ---- | ---- | -------- | --- | --- |
| Socialdemokratiet       | 136.359 | 34,9 | +2,4 | 7        | +   | Karen Jespersen (K) Mogens Lykketoft (K) Helle Degn (K) Lise Hækkerup (K) Per Kaalund (K) Hanne Andersen (T) Dorte Bennedsen (T) |
| Venstre                 | 76.074  | 19,5 | +2,4 | 3        | -   | Bertel Haarder (K) Pia Larsen (K) Tove Fergo (K)                                                                                 |
| Konservative Folkeparti | 44.653  | 11,4 | -9,5 | 2        | -   | Pia Christmas-Møller (K) Jens Heimburger (K)                                                                                     |
| Dansk Folkeparti        | 37.963  | 9,7  | ny   | 2        | ny  | Pia Kjærsgaard (K) Aase D. Madsen (K)                                                                                            |
| Socialistisk Folkeparti | 33.027  | 8,5  | -0,1 | 1        | -   | Holger K. Nielsen (K) |
| Centrum-Demokraterne    | 22.851  | 5,9  | +1,6 | 1        | -   | Mimi Jakobsen (K) |
| Radikale Venstre        | 15.088  | 3,9  | -1,1 | 1        | -   | Morten Helveg Petersen (T) |
| Enhedslisten            | 11.915  | 3,1  | -0,5 | 1        | -   | Søren Søndergaard (T) |
| Kristeligt Folkeparti   | 5.654   | 1,4  | +0,4 | 1        | +   | Flemming Kofod-Svendsen (T) |
| Fremskridtspartiet      | 4.800   | 1,2  | -4,4 | 1        | -   | Tom Behnke (T) |
| Udenfor partierne       | 1.091   | 0,3  | -1,2 | 0        | -   | |
| Demokratisk Fornyelse   | 1.019   | 0,3  | ny   | 0        | ny  | |
| I alt                   | 390.494 |      |      | 20       | +2  | |

### Folketingsvalget 1994
Ved folketingsvalget i 1994 var der 457.119 stemmeberettigede i Københavns Amtskreds. Kredsen fik tildelt 18 mandater, heraf 3 tillægsmandater. Valgdeltagelsen var 85,95%
| Parti                   | Stemmer | Pct. | +/-  | Mandater | +/- | Valgte |
| ----------------------- | ------- | ---- | ---- | -------- | --- | --- |
| Socialdemokratiet       | 126.395 | 32,5 | -3,9 | 6        | -   | Karen Jespersen (K) Mogens Lykketoft (K) Dorte Bennedsen (K) Helle Degn (K) Per Kaalund (K) Hanne Andersen (T) |
| Konservative Folkeparti | 81.170  | 20,9 | -0,4 | 4        | -   | Torben Rechendorff (K) Kai Dige Bach (K) Stefan G. Rasmussen (K) John Vinther (T)                              |
| Venstre                 | 66.374  | 17,1 | +7,1 | 3        | +   | Bertel Haarder (K) Pia Larsen (K) Tove Fergo (K)                                                               |
| Socialistisk Folkeparti | 33.338  | 8,6  | -0,8 | 1        | -   | Holger K. Nielsen (K)                                                                                          |
| Fremskridtspartiet      | 21.774  | 5,6  | +1,7 | 1        | -   | Tom Behnke (K)                                                                                                 |
| Radikale Venstre        | 19.357  | 5,0  | +0,7 | 1        | -   | Bjørn Elmquist (K)                                                                                             |
| Centrum-Demokraterne    | 16.718  | 4,3  | -3,4 | 1        | -   | Mimi Jakobsen (K)                                                                                              |
| Enhedslisten            | 14.157  | 3,6  | +1,6 | 1        | +   | Søren Søndergaard (T)                                                                                          |
| Udenfor partierne       | 5.786   | 1,5  | ny   | 0        | ny  | |
| Kristeligt Folkeparti   | 4.041   | 1,0  | -0,1 | 0        | -   | |
| I alt                   | 389.110 |      |      | 18       | -1  | |

### Folketingsvalget 1990
Ved folketingsvalget i 1990 var der 458.585 stemmeberettigede i Københavns Amtskreds. Kredsen fik tildelt 19 mandater, heraf 4 tillægsmandater. Valgdeltagelsen var 83,87%
| Parti                   | Stemmer | Pct. | +/-  | Mandater | +/- | Valgte |
| ----------------------- | ------- | ---- | ---- | -------- | --- | --- |
| Socialdemokratiet       | 139.085 | 36,4 | +8,6 | 7        | +1  | Mogens Lykketoft (K) Karen Jespersen (K) Ivar Nørgaard (K) Helle Degn (K) Dorte Bennedsen (K) Hanne Andersen (K) Hans Jørgen Jensen (T) |
| Konservative Folkeparti | 81.304  | 21,3 | -2,6 | 4        | -   | Poul Schlüter (K) Henning Dyremose (K) Kai Dige Bach (K) John Vinther (T)                                                               |
| Venstre                 | 38.031  | 10,0 | +4,5 | 2        | +1  | Bertel Haarder (K) Pia Larsen (K) |
| Socialistisk Folkeparti | 35.885  | 9,4  | -6,4 | 2        | -1  | Holger K. Nielsen (K) Pernille Frahm (K)                                                                                                |
| Centrum-Demokraterne    | 29.490  | 7,7  | +1,0 | 1        | -   | Mimi Jakobsen (K) |
| Radikale Venstre        | 16.262  | 4,3  | -2,5 | 1        | -   | Lone Dybkjær (K) |
| Fremskridtspartiet      | 14.754  | 3,9  | -3,1 | 1        | -   | Tom Behnke (T) |
| Fælles Kurs             | 9.579   | 2,5  | +0,4 | 0        | -   | |
| Enhedslisten            | 7.518   | 2,0  | ny   | 0        | ny  | |
| Kristeligt Folkeparti   | 4.329   | 1,1  | +0,1 | 1        | -   | Flemming Kofod-Svendsen (T) |
| De Grønne               | 3.196   | 0,8  | -0,9 | 0        | -   | |
| Retsforbundet           | 2.218   | 0,6  | ny   | 0        | ny  | |
| Humanistiske Parti      | 119     | 0,0  | ny   | 0        | ny  | |
| I alt                   | 381.770 |      |      | 19       | +1  | |

### Folketingsvalget 1988
Ved folketingsvalget i 1988 var der 459.941 stemmeberettigede i Københavns Amtskreds. Kredsen fik tildelt 18 mandater, heraf 3 tillægsmandater. Valgdeltagelsen var 86,63%
| Parti                        | Stemmer | Pct. | +/-  | Mandater | +/- | Valgte |
| ---------------------------- | ------- | ---- | ---- | -------- | --- | --- |
| Socialdemokratiet            | 110.076 | 27,8 | +1,4 | 6        | +1  | Svend Jakobsen (K) Helle Degn (K) Ivar Nørgaard (K) Dorte Bennedsen (K) Mogens Lykketoft (T) Hanne Andersen (T) |
| Konservative Folkeparti      | 94.595  | 23,9 | -0,9 | 4        | -2  | Poul Schlüter (K) Connie Hedegaard Koksbang (K) Kai Dige Bach (K) Flemming Jensen (K)                           |
| Socialistisk Folkeparti      | 62.493  | 15,8 | -2,2 | 3        | -1  | Ingerlise Koefoed (K) Holger K. Nielsen (K) Ole Henriksen (K)                                                   |
| Fremskridtspartiet           | 27.780  | 7,0  | +3,2 | 1        | -   | Mogens Glistrup (K)                                                                                             |
| Radikale Venstre             | 27.035  | 6,8  | -0,9 | 1        | -   | Lone Dybkjær (K)                                                                                                |
| Centrum-Demokraterne         | 26.552  | 6,7  | -0,3 | 1        | -   | Mimi Jakobsen (K)                                                                                               |
| Venstre                      | 21.879  | 5,5  | +2,0 | 1        | -   | Bertel Haarder (K)                                                                                              |
| Fælles Kurs                  | 8.360   | 2,1  | -0,4 | 0        | -1  | |
| De Grønne                    | 6.655   | 1,7  | +0,1 | 0        | -   | |
| Danmarks Kommunistiske Parti | 4.067   | 1,0  | -0,1 | 0        | -   | |
| Kristeligt Folkeparti        | 3.930   | 1,0  | -0,2 | 1        | -   | Flemming Kofod-Svendsen (T)                                                                                     |
| Venstresocialisterne         | 2.503   | 0,6  | -0,9 | 0        | -   | |
| Udenfor partierne            | 46      | 0,0  | +0,0 | 0        | -   | |
| I alt                        | 395.971 |      |      | 18       | -3  | |

### Folketingsvalget 1987
Ved folketingsvalget i 1987 var der 461.471 stemmeberettigede i Københavns Amtskreds. Kredsen fik tildelt 21 mandater, heraf 6 tillægsmandater. Valgdeltagelsen var 87,93%
| Parti                                      | Stemmer | Pct. | +/-  | Mandater | +/- | Valgte |
| ------------------------------------------ | ------- | ---- | ---- | -------- | --- | --- |
| Socialdemokratiet                          | 106.505 | 26,4 | -4,1 | 5        | -1  | Svend Jakobsen (K) Helle Degn (K) Ivar Nørgaard (K) Dorte Bennedsen (K) Mogens Lykketoft (K)                                      |
| Konservative Folkeparti                    | 99.841  | 24,8 | -2,3 | 6        | -   | Poul Schlüter (K) Flemming Jensen (K) Connie Hedegaard Koksbang (K) Kai Dige Bach (K) Annelise Gotfredsen (K) Per Stig Møller (T) |
| Socialistisk Folkeparti                    | 72.583  | 18,0 | +3,3 | 4        | +1  | Ingerlise Koefoed (K) Holger K. Nielsen (K) Ole Henriksen (K) Jørn Jespersen (T)                                                  |
| Radikale Venstre                           | 31.077  | 7,7  | +1,0 | 1        | -   | Lone Dybkjær (K) |
| Centrum-Demokraterne                       | 28.339  | 7,0  | +1,7 | 1        | -   | Mimi (Stilling) Jakobsen (K) |
| Fremskridtspartiet                         | 15.271  | 3,8  | +0,7 | 1        | -   | Mogens Glistrup (T) |
| Venstre                                    | 14.119  | 3,5  | -1,7 | 1        | -   | Bertel Haarder (T) |
| Fælles Kurs                                | 10.232  | 2,5  | ny   | 1        | ny  | Preben Møller Hansen (T) |
| De Grønne                                  | 6.489   | 1,6  | ny   | 0        | ny  | |
| Venstresocialisterne                       | 6.137   | 1,5  | -1,9 | 0        | -1  | |
| Kristeligt Folkeparti                      | 4.914   | 1,2  | -0,1 | 1        | -   | Flemming Kofod-Svendsen (T) |
| Danmarks Kommunistiske Parti               | 4.315   | 1,1  | +0,2 | 0        | -   | |
| Retsforbundet                              | 2.031   | 0,5  | -1,3 | 0        | -   | |
| Humanistiske Parti                         | 806     | 0,2  | ny   | 0        | ny  | |
| Internationalen-Socialistisk Arbejderparti | 203     | 0,1  | -0,0 | 0        | -   | |
| Marxistisk-Leninistisk Parti               | 96      | 0,0  | +0,0 | 0        | -   | |
| Udenfor partierne                          | 31      | 0,0  | -0,0 | 0        | -   | |
| I alt                                      | 402.989 |      |      | 21       | -   | |

### Folketingsvalget 1984
Ved folketingsvalget i 1984 var der 459.635 stemmeberettigede i Københavns Amtskreds. Kredsen fik tildelt 21 mandater, heraf 6 tillægsmandater. Valgdeltagelsen var 89,82%
| Parti                                      | Stemmer | Pct. | +/-  | Mandater | +/- | Valgte |
| ------------------------------------------ | ------- | ---- | ---- | -------- | --- | --- |
| Socialdemokratiet                          | 125.106 | 30,5 | -0,6 | 6        | -1  | Svend Jakobsen (K) Ivar Nørgaard (K) Helle Degn (K) Mogens Lykketoft (K) Dorte Bennedsen (K) Hanne Andersen (T)                 |
| Konservative Folkeparti                    | 110.977 | 27,1 | +7,3 | 6        | +1  | Poul Schlüter (K) Flemming Jensen (K) Annelise Gotfredsen (K) Isi Foighel (K) Per Stig Møller (K) Connie Hedegaard Koksbang (T) |
| Socialistisk Folkeparti                    | 60.286  | 14,7 | +0,3 | 3        | -   | Ingerlise Koefoed (K) Ole Henriksen (K) Ruth Olsen (T)                                                                          |
| Radikale Venstre                           | 27.276  | 6,7  | +0,7 | 1        | -   | Lone Dybkjær (K) |
| Centrum-Demokraterne                       | 21.664  | 5,3  | -3,6 | 1        | -1  | Mimi (Stilling) Jakobsen (K) |
| Venstre                                    | 21.245  | 5,2  | +1,5 | 1        | -   | Bertel Haarder (K) |
| Venstresocialisterne                       | 13.884  | 3,4  | -0,4 | 1        | -   | Anne Grete Holmsgård (T) |
| Fremskridtspartiet                         | 12.519  | 3,1  | -4,8 | 1        | -   | Mogens Glistrup* (T) |
| Retsforbundet                              | 7.453   | 1,8  | +0,0 | 0        | -   | |
| Kristeligt Folkeparti                      | 5.480   | 1,3  | +0,4 | 1        | +1  | Flemming Kofod-Svendsen (T) |
| Danmarks Kommunistiske Parti               | 3.788   | 0,9  | -0,6 | 0        | -   | |
| Internationalen-Socialistisk Arbejderparti | 311     | 0,1  | +0,0 | 0        | -   | |
| Marxistisk-Leninistisk Parti               | 93      | 0,0  | ny   | 0        | -   | |
| Udenfor partierne                          | 38      | 0,0  | -0,0 | 0        | -   | |
| I alt                                      | 410.120 |      |      | 21       | -   | |

* Mogens Glistrup blev efterfølgende erklæret uvalgbar, og hans mandat tilfaldt i stedet Pia Kjærsgaard.

### Folketingsvalget 1981
Ved folketingsvalget i 1981 var der 455.064 stemmeberettigede i Københavns Amtskreds. Kredsen fik tildelt 21 mandater, heraf 6 tillægsmandater. Valgdeltagelsen var 85,17%
| Parti                                      | Stemmer | Pct. | +/-  | Mandater | +/- | Valgte |
| ------------------------------------------ | ------- | ---- | ---- | -------- | --- | --- |
| Socialdemokratiet                          | 119.887 | 31,1 | -6,2 | 7        | -1  | Ivar Nørgaard (K) Svend Jakobsen (K) Mogens Lykketoft (K) Helle Degn (K) Dorte Bennedsen (K) Lise Østergaard (T) Hans Jørgen Jensen (T) |
| Konservative Folkeparti                    | 76.197  | 19,8 | +2,8 | 5        | +2  | Poul Schlüter (K) Lis Møller (K) Annelise Gotfredsen (K) Flemming Jensen (T) Finn Jørgensen (T)                                         |
| Socialistisk Folkeparti                    | 55.496  | 14,4 | +7,0 | 3        | +2  | Ingerlise Koefoed (K) Ole Henriksen (K) Holger K. Nielsen (K)                                                                           |
| Centrum-Demokraterne                       | 34.441  | 8,9  | +5,2 | 2        | +1  | Mimi (Stilling) Jakobsen (K) Jørgen Bruun (K)                                                                                           |
| Fremskridtspartiet                         | 30.379  | 7,9  | -1,2 | 1        | -1  | Mogens Glistrup (K) |
| Radikale Venstre                           | 23.191  | 6,0  | -0,9 | 1        | -   | Lone Dybkjær (K) |
| Venstresocialisterne                       | 14.831  | 3,8  | -1,7 | 1        | -   | Preben Wilhjelm (T) |
| Venstre                                    | 14.160  | 3,7  | -2,1 | 1        | -   | Bertel Haarder (T) |
| Retsforbundet                              | 6.758   | 1,8  | -1,6 | 0        | -1  | |
| Danmarks Kommunistiske Parti               | 5.845   | 1,5  | -0,9 | 0        | -   | |
| Kristeligt Folkeparti                      | 3.531   | 0,9  | -0,2 | 0        | -   | |
| Kommunistisk Arbejderparti                 | 572     | 0,1  | -0,4 | 0        | -   | |
| Internationalen-Socialistisk Arbejderparti | 236     | 0,1  | ny   | 0        | ny  | |
| Udenfor partierne                          | 43      | 0,0  | ny   | 0        | ny  | |
| I alt                                      | 385.567 |      |      | 21       | +2  | |

### Folketingsvalget 1979
Ved folketingsvalget i 1979 var der 451.188 stemmeberettigede i Københavns Amtskreds. Kredsen fik tildelt 19 mandater, heraf 4 tillægsmandater. Valgdeltagelsen var 87,45%
| Parti                        | Stemmer | Pct. | +/-  | Mandater | +/- | Valgte |
| ---------------------------- | ------- | ---- | ---- | -------- | --- | --- |
| Socialdemokratiet            | 146.165 | 37,3 | -0,0 | 8        | +2  | Dorte Bennedsen (K) Ivar Nørgaard (K) Helle Degn (K) Svend Jakobsen (K) Lise Østergaard (K) Niels Matthiasen (K) Hans Jørgen Jensen (T) Winnie Møller (T) |
| Konservative Folkeparti      | 66.528  | 17,0 | +5,3 | 3        | +1  | Poul Schlüter (K) Annelise Gotfredsen (K) Flemming Jensen (K)                                                                                             |
| Fremskridtspartiet           | 35.511  | 9,1  | -4,1 | 2        | -   | Mogens Glistrup (K) Steffen Kjærulff-Schmidt (K) |
| Socialistisk Folkeparti      | 29.082  | 7,4  | +2,0 | 1        | -   | Ingelise Koefoed (K) |
| Radikale Venstre             | 27.095  | 6,9  | +3,5 | 1        | -   | Lone Dybkjær (K) |
| Venstre                      | 22.566  | 5,8  | +1,0 | 1        | -   | Bertel Haarder (K) |
| Venstresocialisterne         | 21.505  | 5,5  | +1,4 | 1        | -   | Preben Wilhjelm (K) |
| Centrum-Demokraterne         | 14.437  | 3,7  | -5,2 | 1        | -   | Mimi Jakobsen (T) |
| Retsforbundet                | 13.163  | 3,4  | -0,8 | 1        | -   | Lis Starcke (T) |
| Danmarks Kommunistiske Parti | 9.577   | 2,4  | -2,2 | 0        | -1  | |
| Kristeligt Folkeparti        | 4.253   | 1,1  | -0,5 | 0        | -1  | |
| Kommunistisk Arbejderparti   | 2.035   | 0,5  | ny   | 0        | ny  | |
| I alt                        | 391.917 |      |      | 19       | +1  | |

### Folketingsvalget 1977
Ved folketingsvalget i 1977 var der 427.550 stemmeberettigede i Københavns Amtskreds. Kredsen fik tildelt 18 mandater, heraf 3 tillægsmandater. Valgdeltagelsen var 90,72%
| Parti                        | Stemmer | Pct. | +/-   | Mandater | +/- | Valgte                                                                                                  |
| ---------------------------- | ------- | ---- | ----- | -------- | --- | --- |
| Socialdemokratiet            | 143.964 | 37,3 | +9,6  | 6        | -   | Kjeld Olesen (K) Ivar Nørgaard (K) Dorte Bennedsen (K) Svend Jakobsen (K) Helle Degn (K) Ejler Koch (K) |
| Fremskridtspartiet           | 50.901  | 13,2 | -1,2  | 2        | -1  | Mogens Glistrup (K) Steffen Kjærulff-Schmidt (K)                                                        |
| Konservative Folkeparti      | 45.303  | 11,7 | +3,7  | 2        | +1  | Poul Schlüter (K) Annelise Gotfredsen (K)                                                               |
| Centrum-Demokraterne         | 34.309  | 8,9  | +5,6  | 1        | -   | Erhard Jacobsen (K)                                                                                     |
| Socialistisk Folkeparti      | 20.895  | 5,4  | -2,3  | 1        | -1  | Ole Olsen (K)                                                                                           |
| Venstre                      | 18.392  | 4,8  | -13,0 | 1        | -2  | Bertel Haarder (K)                                                                                      |
| Danmarks Kommunistiske Parti | 17.900  | 4,6  | -0,8  | 1        | -   | Tove Jørgensen (K)                                                                                      |
| Retsforbundet                | 16.345  | 4,2  | +2,1  | 1        | +1  | Lis Starcke (K)                                                                                         |
| Venstresocialisterne         | 15.661  | 4,1  | +1,0  | 1        | -   | Preben Wilhjelm (T)                                                                                     |
| Radikale Venstre             | 13.264  | 3,4  | -3,9  | 1        | -   | Grethe Philip (T)                                                                                       |
| Kristeligt Folkeparti        | 6.043   | 1,6  | -1,6  | 1        | -   | Bent Honoré (T)                                                                                         |
| Pensionistpartiet            | 2.566   | 0,7  | ny    | 0        | ny  | |
| Udenfor partierne            | 24      | 0,0  | -0,0  | 0        | -   | |
| I alt                        | 385.567 |      |       | 18       | -2  | |

### Folketingsvalget 1975
Ved folketingsvalget i 1975 var der 421.074 stemmeberettigede i Københavns Amtskreds. Kredsen fik tildelt 20 mandater, heraf 5 tillægsmandater. Valgdeltagelsen var 89,62%
| Parti                        | Stemmer | Pct. | +/-   | Mandater | +/- | Valgte |
| ---------------------------- | ------- | ---- | ----- | -------- | --- | --- |
| Socialdemokratiet            | 103.945 | 27,7 | +6,0  | 6        | +1  | Kjeld Olesen (K) Ivar Nørgaard (K) Svend Jakobsen (K) Dorte Bennedsen (K) Niels Matthiasen (K) Ejler Koch (T) |
| Venstre                      | 66.663  | 17,8 | +10,7 | 3        | +1  | P. Nyboe Andersen (K) Kirsten (Sparre) Andersen (K) Jens Jacobsen (K)                                         |
| Fremskridtspartiet           | 53.913  | 14,4 | -1,6  | 3        | -   | Mogens Glistrup (K) Steffen Kjærulff-Schmidt (K) Kjeld Wamberg (K)                                            |
| Konservative Folkeparti      | 29.851  | 8,0  | -4,0  | 1        | -1  | Poul Schlüter (K)                                                                                             |
| Socialistisk Folkeparti      | 29.038  | 7,7  | -1,3  | 2        | -   | Morten Lange (K) Poul Dam (T)                                                                                 |
| Radikale Venstre             | 27.283  | 7,3  | -2,3  | 1        | -1  | Grethe Philip (K)                                                                                             |
| Danmarks Kommunistiske Parti | 20.087  | 5,4  | +0,6  | 1        | -   | Hanne Reintoft (K)                                                                                            |
| Centrum-Demokraterne         | 12.521  | 3,3  | -8,8  | 1        | -1  | Erhard Jacobsen (T)                                                                                           |
| Kristeligt Folkeparti        | 12.117  | 3,2  | +1,1  | 1        | -   | Bent Honoré (T)                                                                                               |
| Venstresocialisterne         | 11.461  | 3,1  | +0,8  | 1        | +1  | Preben Wilhjelm (T)                                                                                           |
| Retsforbundet                | 7.945   | 2,1  | -1,1  | 0        | -1  | |
| Udenfor partierne            | 61      | 0,0  | -0,0  | 0        | -   | |
| I alt                        | 374.885 |      |       | 20       | -1  | |

### Folketingsvalget 1973
Ved folketingsvalget i 1973 var der 417.851 stemmeberettigede i Københavns Amtskreds. Kredsen fik tildelt 21 mandater, heraf 6 tillægsmandater. Valgdeltagelsen var 90,81%
| Parti                        | Stemmer | Pct. | +/-   | Mandater | +/- | Valgte                                                                              |
| ---------------------------- | ------- | ---- | ----- | -------- | --- | ----------------------------------------------------------------------------------- |
| Socialdemokratiet            | 81.876  | 21,7 | -12,2 | 5        | -2  | Kjeld Olesen (K) Ivar Nørgaard (K) Svend Jakobsen (K) Ejler Koch (T) Helle Degn (T) |
| Fremskridtspartiet           | 60.463  | 16,0 | ny    | 3        | ny  | Mogens Glistrup (K) Palle Tillisch (K) I. P. Bodart (K)                             |
| Centrum-Demokraterne         | 45.667  | 12,1 | ny    | 2        | ny  | Erhard Jacobsen (K) Egon Højland (K)                                                |
| Konservative Folkeparti      | 45.194  | 12,0 | -13,8 | 2        | -4  | Poul Schlüter (K) Knud Thomsen (K)                                                  |
| Radikale Venstre             | 36.280  | 9,6  | -4,1  | 2        | -1  | Grethe Philip (K) Lauge Dahlgaard (K)                                               |
| Socialistisk Folkeparti      | 34.027  | 9,0  | -3,8  | 2        | -   | Morten Lange (K) Poul Dam (T)                                                       |
| Venstre                      | 26.888  | 7,1  | +0,4  | 2        | +1  | P. Nyboe Andersen (K) Kirsten Sparre Andersen (T)                                   |
| Danmarks Kommunistiske Parti | 18.216  | 4,8  | +3,1  | 1        | +1  | Hanne Reintoft (K)                                                                  |
| Retsforbundet                | 12.256  | 3,2  | +1,5  | 1        | +1  | Poul Westergaard (T)                                                                |
| Venstresocialisterne         | 8.707   | 2,3  | -0,2  | 0        | -   |                                                                                     |
| Kristeligt Folkeparti        | 7.880   | 2,1  | +1,3  | 1        | +1  | Bent Honoré (T)                                                                     |
| Udenfor partierne            | 65      | 0,0  | -0,2  | 0        | -   |                                                                                     |
| I alt                        | 377.519 |      |       | 21       | +2  |                                                                                     |

### Folketingsvalget 1971
Ved folketingsvalget i 1971 var der 401.997 vælgere i Københavns Amtskreds. Kredsen fik tildelt 19 mandater, heraf 4 tillægsmandater. Valgdeltagelsen var 88,94%
| Parti                        | Stemmer | Pct. | Mandater | Valgte |
| ---------------------------- | ------- | ---- | -------- | --- |
| Socialdemokratiet            | 120.403 | 33,9 | 7        | Erhard Jacobsen (K) Ivar Nørgaard (K) Kjeld Olesen (K) Helle Degn (K) Svend Jakobsen (K) Niels Matthiasen (K) Poul Falk Hansen (T) |
| Konservative Folkeparti      | 91.578  | 25,8 | 6        | Aage Hastrup (K) Knud Thomsen (K) Poul Schlüter (K) Ulla Worm (K) Flemming Jensen (T) Bo Kristensen (T)                            |
| Radikale Venstre             | 48.785  | 13,7 | 3        | Grethe Philip (K) Sven Skovmand (K) Erik Nordqvist (T)                                                                             |
| Socialistisk Folkeparti      | 45.374  | 12,8 | 2        | Morten Lange (K) Poul Dam (K) |
| Venstre                      | 23.902  | 6,7  | 1        | P. Nyboe Andersen (K) |
| Venstresocialisterne         | 8.805   | 2,5  | 0        | |
| Danmarks Kommunistiske Parti | 6.131   | 1,7  | 0        | |
| Retsforbundet                | 6.047   | 1,7  | 0        | |
| Kristeligt Folkeparti        | 2.992   | 0,8  | 0        | |
| Udenfor partierne            | 842     | 0,2  | 0        | |
| I alt                        | 354.859 |      | 19       | |

## Referenceliste